# Chambord, Loir-et-Cher
Chambord är en kommun i departementet Loir-et-Cher i regionen Centre-Val de Loire i de centrala delarna av Frankrike. Kommunen ligger i kantonen Bracieux som tillhör arrondissementet Blois. År 2022 hade Chambord 99 invånare.

## Befolkningsutveckling
Antalet invånare i kommunen Chambord
| Referens: INSEE |